# Lycoriella castanescens
Lycoriella castanescens är en tvåvingeart som först beskrevs av Franz Lengersdorf 1940.  Lycoriella castanescens ingår i släktet Lycoriella och familjen sorgmyggor.
Artens utbredningsområde är Finland. Arten är reproducerande i Sverige. Inga underarter finns listade i Catalogue of Life.